# Філіппа Фут
Філіппа Фут (англ. Philippa Ruth Foot, Лінкольншир, Англія — 3 жовтня 2010 року, Оксфорд, Англія) — англійська вчена, філософ, що працювала переважно в області етики. Найбільшу популярність і розвиток отримала розроблена нею проблема вагонетки.

## Біографія
Мати — друга дочка 22-го і 24-го президента США Гровера Клівленда Естер Клівленд (1893—1980). Батько — капітан Британської армії Вільям Сідні Бенс Бозанкет (1893—1966).
Виховувалася вдома в оточенні гувернанток, тому формальної освіти не отримала. З огляду на це завжди мала нарікання на правопис.
Закінчила Сомервіль-коледж в Оксфорді (1942), з яким і пов'язала своє подальше життя. Була лише невелика перерва з 1942 року по 1947 рік, коли вона не була пов'язана з коледжем. Ця обставина пов'язана з її роботою економісткою на державній службі. У 1947 році запрошена в коледж на роботу викладачки філософії, де почала свою викладацьку та наукову діяльність і продовжувала до кінця життя.
У 1960-х і 1970-х роках була запрошеною лекторкою в багатьох університетах США. Тривалий проміжок часу (1976—1991) поєднувала роботу в коледжі з професорською діяльністю в Каліфорнійському університеті в Лос-Анджелесі.
Всупереч поширеній думці Філіппа не була поміж засновників відомої благодійної організації Oxfam: вона приєдналася до неї через 6 років після її заснування.
Померла в Мадриді в день свого 90-річного ювілею. Була атеїсткою.

## Філософія та етика
Філософські погляди Філіппи Фут сформувалися на основі аристотелізму і томізму. Через свого колегу по філософії Елізабет Енском, яку вона і запросила як другу викладачку філософії в коледж Соммервілль, познайомилася з філософськими поглядами Людвіга Вітгенштейна.
Гостро критикувала моральний суб'єктивізм та емотівізм.
Апелюючи до вчення про подвійний ефект, розробила розумовий експеримент, який отримав назву «Проблема вагонетки». Цей розумовий експеримент був покликаний чіткіше показати відмінності між наміром і передбаченням в моральному вчинку, що мають зв'язок з можливою загибеллю людини й / або людей. Проблема вагонетки в етичній дисципліні набула широкого поширення, породивши навіть спеціальний етичний розділ, спершу в жартівливій формі іменований неологізмом trolleyology (вагонеткологія).

## Наукові статті та книги
- Philippa Foot, The Problem of Abortion and the Doctrine of the Double Effect in Virtues and Vices (Oxford: Basil Blackwell, 1978) (спочатку опублікована в Oxford Review, Number 5, 1967)
- Virtues and Vices and Other Essays in Moral Philosophy. Berkeley: University of California Press; Oxford: Blackwell, 1978.
- Natural Goodness. Oxford: Clarendon Press, 2001.
- Moral Dilemmas: And Other Topics in Moral Philosophy, Oxford: Clarendon Press, 2002.
- Warren Quinn, Morality and Action, ed. Philippa Foot (Introduction, ix-xii), Cambridge: Cambridge University Press, 1993.